# Salcburské vévodství
Salcburské vévodství, či Vévodství solnohradské, Vévodství salcburské, nebo také Korunní země solnohradská (německy Herzogtum Salzburg či Kronland Salzburg) a v letech 1803–1806 a 1849–1918 jako Salcburské kurfiřtství) byl státní útvar existující v letech 1849–1918 jako přímý nástupce (vzniklé sekularizací Salcburského knížecího arcibiskupství, a bylo jednou z korunních zemí habsburské monarchie a poté Rakouska-Uherska. Až do roku 1854 však bylo řízeno z Lince, poté se hlavním městem stal Salcburk. Titul salcburských vévodů po celou dobu existence vévodství měli rakouští císařové, tedy nejdříve František Josef I. a poté Karel I.

## Historie
Území Vévodství salcburského patřilo od 8. století až do sekularizace z let 1802 až 1803 Salcburskému arcibiskupství, církevnímu území spravovanému knížaty-arcibiskupy. V letech 1803–1806 bylo na tomto území krátce Kurfiřtství salcburské (německy Kurfürstentum Salzburg), v letech 1810 až 1816 Salcašský kraj (německy Salzachkreis) Bavorského království a od roku 1816 až do povýšení na vévodství Salcburský kraj (německy Salzburgkreis) Rakouského císařství a Rakouska-Uherska.
Po rozpadu Rakouska-Uherska a vzniku Německého Rakouska a později Rakouské republiky bylo vévodství přeměněno na spolkovou zemi Salcbursko.

## Panovníci a správci Salcburského státu
Salcburští kurfiřti:
- 1803–1805: Ferdinand III. Toskánský
- (1805: Francouzská vojenská správa)

Salcburští vévodové:
- 1805–1809: František I., císař rakouský (I.) etc.
- (1809–1810: Francouzská vojenská správa)
- (1810–1816: Maxmilián I. Josef, král bavorský (I.), generální guvernér Salcašského okresu: korunní princ Ludvík)
- 1816–1835: František I., císař rakouský, (podruhé. Dnešní Salcbursko bylo jako „Salcašský okres“ součástí Rakouska nad Enží)
- 1835–1848: Ferdinand I., císař rakouský (I.) etc. (dnešní Salcbursko bylo jako „Salcašský okres“ součástí Rakouska nad Enží)
- 1848–1916: František Josef I., císař rakouský (I.), apoštolský král uherský a český (I.) etc.
- 1916–1918: Karel I., císař rakouský (I.), apoštolský král uherský a český (IV.) etc.